# METライブビューイング

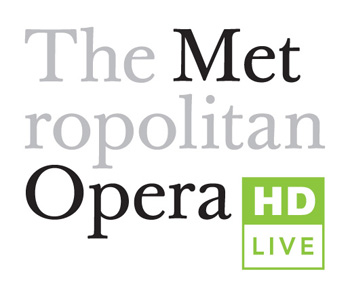
The Met Live in HD のロゴ

METライブビューイング（メトライブビューイング）は、ニューヨークのメトロポリタン歌劇場の舞台公演を世界中の映画館に生中継する『Metropolitan Opera Live in HD』を、日本で松竹株式会社が配信する際の名称である。欧米の映画館にはライブ中継されるが、日本ではライブではなく数週間遅れの録画で上映される。

## 歴史
オペラ上演を世界中の映画館にデジタル配信するという試みは、メトロポリタン歌劇場総裁のピーター・ゲルブの発案により、オペラ聴衆の拡大を目的に2006年に始められた。当初は数カ国での上映だったが、年を追うごとに上映劇場は増え、2018-2019シーズンにおいては、世界の70ヵ国、2200館以上の映画館で上映されている。
10台以上のカメラを駆使した高精細映像と、5.1chサラウンドによる迫力の音響によって臨場感たっぷりのオペラを視聴できるのみならず、休憩時間には出演アーティストやスタッフの幕間インタビューや舞台裏映像などが流され、ホスト役をルネ・フレミングなどの人気歌手がつとめてサービス精神たっぷりに盛り上げる手腕もあり、人気を得ていった。
ヨーロッパにライブ中継が可能なように、ニューヨークで午後1時からの上演開始となり（ヨーロッパでは夜の時間帯）、日本時間は深夜となるためライブ中継は不可能であるが、その分約1ヶ月遅れで1週間連続で上映され、またオペラの字幕のみならず幕間インタビュー等にも日本語字幕が付加され、日本のオペラファンの支持を得て固定客を獲得している。
日本においては非映画コンテンツなどと呼ばれ、通常の長編映画とは異なるものとして扱われている。

## 上映作品リスト

### 2006-2007
| 上演日         | 作品名                                                                 | 指揮・演出・出演 |
| -------------- | ---------------------------------------------------------------------- | --- |
| 2006年12月30日 | モーツァルト 《魔笛》英語版                                            | 指揮：ジェイムズ・レヴァイン 演出：ジュリー・テイモア 出演：イン・ファン、エリカ・ミクローザ、マシュー・ポレンザーニ、ネイサン・ガン、ルネ・パーペ |
| 2007年1月6日   | ベッリーニ 《清教徒》                                                  | 指揮：パトリック・サマーズ 演出：サンドロ・セキ 出演：アンナ・ネトレプコ、エリック・カトラー、フランコ・バッサルロ、ジョン・レリエ |
| 2007年1月13日  | タン・ドゥン 《始皇帝 (オペラ)》                                       | オペラ台本：ハ・ジン、タン・ドゥン 指揮：タン・ドゥン 演出：チャン・イーモウ 衣裳：ワダ・エミ 出演：プラシド・ドミンゴ、エリザベス・フトラル、ミケーレ・デ＝ヤング、ポール・グローヴ ス、ハオ・ジャン・タン |
| 2007年2月24日  | チャイコフスキー 《エフゲニー・オネーギン》                            | 指揮：ワレリー・ゲルギエフ 演出：ロバート・カーセン 出演：ルネ・フレミング、エレナ・ザレンバ、ラモン・ヴァルガス、ディミトリ・ホヴォロストフスキー |
| 2007年3月24日  | ロッシーニ 《セビリアの理髪師》                                        | 指揮：マウリツィオ・ベニーニ 演出：バートレット・シャー 出演：ジョイス・ディドナート、ファン・ディエゴ・フローレス、ピーター・マッテイ、ジョン・デル・カルロ、ジョン・レリエ |
| 2007年4月28日  | プッチーニ 三部作 《外套》《修道女アンジェリカ》《ジャンニ・スキッキ》 | 指揮：ジェイムズ・レヴァイン 演出：ジャック・オブライエン 出演：【外套】マリア・グレギーナ、サルヴァトーレ・リチートラ、ホアン・ポンス 【修道女アンジェリカ】バルバラ・フリットリ、ハイディ・グラント・マーフィー 【ジャンニ・スキッキ】オリガ・ミカイテンコ、マッシモ・ジョルダーノ、アレッサンドロ・コルベリ |

### 2007-2008
| 上演日         | 作品名                                           | 指揮・演出・出演 |
| -------------- | ------------------------------------------------ | --- |
| 2007年12月15日 | グノー 《ロメオとジュリエット》                  | 指揮：プラシド・ドミンゴ 演出：ギイ・ヨーステン 出演：アンナ・ネトレプコ、ロベルト・アラーニャ、イザベル・レナード                                                                   |
| 2008年1月1日   | フンパーディンク 《ヘンゼルとグレーテル》 英語版 | 指揮：ウラディーミル・ユロフスキ 演出：リチャード・ジョーンズ 出演：クリスティーネ・シェーファー、アリス・クート、ロゼリンド・プロウラウト、フィリップ・ラングリッジ、アラン・ヘルド |
| 2008年1月12日  | ヴェルディ 《マクベス》                          | 指揮：ジェイムズ・レヴァイン 演出：エイドリアン・ノーブル 出演：マリア・グレギーナ、ジェリコ・ルチッチ、ディミトリー・ピタス、ジョン・レリエ                                         |
| 2008年2月16日  | プッチーニ 《マノン・レスコー》                  | 指揮：ジェイムズ・レヴァイン 演出：ジーナ・ラピンスキー 出演：カリタ・マッティラ、マルチェッロ・ジョルダーニ、ドゥウェイン・クロフト                                                 |
| 2008年3月16日  | ブリテン 《ピーター・グライムズ》                | 指揮：ドナルド・ランニクルズ 演出：ジョン・ドイル 出演：パトリシア・ラセット、アンソニー・ディーン・グリファー、アンソニー・マイケルズ＝ムーア                                       |
| 2008年3月22日  | リヒャルト・ワーグナー 《トリスタンとイゾルデ》  | 指揮：ジェイムズ・レヴァイン 演出：ディーター・ドルン 出演：デボラ・ヴォイト、ロバート・ディーン・スミス、ミケーレ・デ・ヤング                                                       |
| 2008年4月5日   | プッチーニ 《ラ・ボエーム》                      | 指揮：ニコラ・ルイゾッティ 演出：フランコ・ゼフィレッリ 出演：アンジェラ・ゲオルギュー、ラモン・ヴァルガス、アインホア・アルテタ                                                     |
| 2008年4月26日  | ドニゼッティ 《連隊の娘》                        | 指揮：マルコ・アルミリアート 演出：ロラン・ペリー 出演：ナタリー・デセイ、ファン・ディエゴ・フローレス、フェリシティ・パルマー、アレッサンドロ・コルベリ                             |

### 2008-2009
| 上演日         | 作品名                                    | 指揮・演出・出演 |
| -------------- | ----------------------------------------- | --- |
| 2008年10月11日 | R・シュトラウス 《サロメ》                | 指揮：パトリック・サマーズ 演出：ユルゲン・フリム 出演：カリタ・マッティラ、ユーハ・ウーシタロ、イルディコ・コムロージ、キム・べグリー                                             |
| 2008年11月8日  | アダムズ 《ドクター・アトミック》         | 指揮：アラン・ギルバート 演出：ベニー・ウールコック 出演：ジェラルド・フィンリー、サーシャ・クック、メレディス・                                                                   |
| 2008年11月22日 | ベルリオーズ 《ファウストの劫罰》         | 指揮：ジェイムズ・レヴァイン 演出：ロベール・ルパージュ 出演：スーザン・グラハム、マルチェッロ・ジョルダーニ、ジョン・レリエ                                                       |
| 2008年12月20日 | マスネ 《タイス》                         | 指揮：ヘスス・ロペス＝コボス 演出：ジョン・コックス 出演：ルネ・フレミング、ミヒャエル・シャーデ、トーマス・ハンプソン                                                             |
| 2009年1月10日  | プッチーニ 《つばめ》                     | 指揮：マルコ・アルミリアート 演出：ニコラ・ジョエル 出演：アンジェラ・ゲオルギュー、ロベルト・アラーニャ、サミュエル・レイミー、リゼット・オロペーサ                               |
| 2009年1月24日  | グルック 《オルフェオとエウリディーチェ》 | 指揮：ジェイムズ・レヴァイン 演出・振付：マーク・モリス 出演：ステファニー・ブライズ、ダニエル・ドゥ・ニース、ハイディ・グラント・マーフィー                                       |
| 2009年2月7日   | ドニゼッティ 《ランメルモールのルチア》   | 指揮：マルコ・アルミリアート 演出：メアリー・ジマーマン 出演：アンナ・ネトレプコ、ピョートル・ベチャワ、マリウーシュ・クヴィエチェン                                               |
| 2009年3月7日   | プッチーニ 《蝶々夫人》                   | 指揮：パトリック・サマーズ 演出：アンソニー・ミンゲラ 出演：パトリシア・ラセット、マリア・ジフチャック、マルチェッロ・ジョルダーニ、ドゥウェイン・クロフト                         |
| 2009年3月21日  | ベッリーニ 《夢遊病の娘》                 | 指揮：エヴェリーノ・ピド 演出：メアリー・ジマーマン 出演：ナタリー・デセイ、ファン・ディエゴ・フローレス、ミケーレ・ペルトゥージ                                                   |
| 2009年5月9日   | ロッシーニ 《ラ・チェネレントラ》         | 指揮：マウリツィオ・ベニーニ 演出：チェーザレ・リエーヴェ 出演：エリーナ・ガランチャ、ローレンス・ブラウンリー、シモーネ・アルベルギーニ、アレッサンドロ・コルベリ、ジョン・レリエ |

### 2009-2010
| 上演日         | 作品名                              | 指揮・演出・出演 |
| -------------- | ----------------------------------- | --- |
| 2009年9月21日  | プッチーニ 《トスカ》               | 指揮：ジョセフ・コラネリ 演出：リュック・ボンディ 出演：カリタ・マッティラ、マルセロ・アルバレス、ジョージ・ギャグニッザ                                           |
| 2009年10月24日 | ヴェルディ 《アイーダ》             | 指揮：ダニエレ・ガッティ 演出：ソニヤ・フリゼル 出演：ヴィオレタ・ウルマーナ、ドローラ・ザジック、ヨハン・ボータ、カルロ・グエルフィ                               |
| 2009年11月7日  | プッチーニ 《トゥーランドット》     | 指揮：アンドリス・ネルソンス 演出：フランコ・ゼフィレッリ 出演：マリア・グレギーナ、マリーナ・ポプラフスカヤ、マルチェッロ・ジョルダーニ、サミュエル・レイミー     |
| 2009年12月19日 | オッフェンバック 《ホフマン物語》   | 指揮：ジェイムズ・レヴァイン 演出：バートレット・シャー 出演：ジョセフ・カレヤ、キャスリーン・キム、アンナ・ネトレプコ、エカテリーナ・グバノヴァ                   |
| 2010年1月9日   | R・シュトラウス 《ばらの騎士》      | 指揮：エド・デ・ワールト 演出：ナサニエル・メリル 出演：ルネ・フレミング、スーザン・グラハム、クリスティーネ・シェーファー、クリスティン・ジグムンドソン           |
| 2010年1月16日  | ビゼー 《カルメン》                 | 指揮：ヤニック・ネゼ＝セガン 演出：リチャード・エア 出演：エリーナ・ガランチャ、バルバラ・フリットリ、ロベルト・アラーニャ、テディ・タフ・ローズ                   |
| 2010年2月6日   | ヴェルディ 《シモン・ボッカネグラ》 | 指揮：ジェイムズ・レヴァイン 演出：ジャンカルロ・デル・モナコ 出演：プラシド・ドミンゴ、エイドリアン・ピエチョンカ、マルチェッロ・ジョルダーニ、ジェイムズ・モリス |
| 2010年3月27日  | トマ 《ハムレット》                 | 指揮：ルイ・ラングレ 演出：パトリース・コリエ&モーシュ・ライザー 出演：サイモン・キーンリーサイド、ナタリー・デセイ、ジェニファー・ラーモア、ジェイムズ・モリス    |
| 2010年5月1日   | ロッシーニ 《アルミーダ》           | 指揮：リッカルド・フリッツァ 演出：メアリー・ジマーマン 出演：ルネ・フレミング、ローレンス・ブラウンリー、ブルース ・フォード、ホセ・マヌエル・サパータ            |

### 2010-2011
| 上演日         | 作品名                                         | 指揮・演出・出演 |
| -------------- | ---------------------------------------------- | --- |
| 2010年10月9日  | ワーグナー ニーベルングの指環 《ラインの黄金》 | 指揮：ジェイムズ・レヴァイン 演出：ロベール・ルパージュ 出演：ブリン・ターフェル、ステファニー・ブライズ、リチャード・クロフト、エリック・オーウェンズ                                           |
| 2010年10月23日 | ムソルグスキー 《ボリス・ゴドゥノフ》          | 指揮：ワレリー・ゲルギエフ 演出：スティーヴン・ワズワース 出演：ルネ・パーペ、エカテリーナ・セメンチュック、アレクサンドルス・アントネンコ                                                       |
| 2010年11月13日 | ドニゼッティ 《ドン・パスクワーレ》            | 指揮：ジェイムズ・レヴァイン 演出：オットー・シェンク 出演：アンナ・ネトレプコ、マシュー・ポレンザーニ、マリウシュ・クヴィエチェン、ジョン・デル・カルロ                                         |
| 2010年12月11日 | ヴェルディ 《ドン・カルロ》                    | 指揮：ヤニック・ネゼ＝セガン 演出：ニコラス・ハイトナー 出演：ロベルト・アラーニャ、マリーナ・ポプラフスカヤ、サイモン・キーンリーサイド、フェルッチオ・フルラネット、アンナ・スミルノヴァ       |
| 2011年1月8日   | プッチーニ 《西部の娘》                        | 指揮：ニコラ・ルイゾッティ 演出：ジャンカルロ・デル・モナコ 出演：デボラ・ヴォイト、マルチェッロ・ジョルダーニ、ルチオ・ガッロ                                                                   |
| 2011年2月12日  | アダムズ 《ニクソン・イン・チャイナ》          | 指揮：ジョン・アダムズ 演出：ピーター・セラーズ 出演：ジェイムズ・マッダレーナ、ロバート・ブルーベイカー、キャスリーン・キム、ジャニス・ケリー、ラッセル・ブローン、リチャード・ポール・フィンク |
| 2011年2月26日  | グルック 《タウリスのイフィゲニア》            | 指揮：パトリック・サマーズ 演出：スティーヴン・ワズワース 出演：プラシド・ドミンゴ、スーザン・グラハム、ポール・グローヴス                                                                       |
| 2011年3月19日  | ドニゼッティ 《ランメルモールのルチア》        | 指揮：パトリック・サマーズ 演出：メアリー・ジマーマン 出演：ナタリー・デセイ、ジョセフ・カレヤ、ルドヴィク・テジエ                                                                               |
| 2011年4月9日   | ロッシーニ 《オリー伯爵》                      | 指揮：マウリツィオ・ベニーニ 演出：バートレット・シャー 出演：フアン・ディエゴ・フローレス、ディアナ・ダムラウ、ジョイス・ディドナート、ステファン・ドゥグー                                     |
| 2011年4月23日  | R・シュトラウス 《カプリッチョ》               | 指揮：アンドリュー・デイヴィス 演出：ジョン・コックス 出演：ルネ・フレミング、サラ・コノリー、ジョセフ・カイザー、ラッセル・ブローン                                                             |
| 2011年4月30日  | ヴェルディ 《イル・トロヴァトーレ》            | 指揮：マルコ・アルミリアート 演出：デイヴィッド・マクヴィカー 出演：マルセロ・アルヴァレス、ディミトリ・ホヴォロストフスキー、ソンドラ・ラドヴァノフスキー、ドローラ・ザジック                   |
| 2011年5月14日  | ワーグナー ニーベルングの指環 《ワルキューレ》 | 指揮：ジェイムズ・レヴァイン 演出：ロベール・ルパージュ 出演：ヨナス・カウフマン、ブリン・ターフェル、デボラ・ヴォイト、ステファニー・ブライズ、エヴァ＝マリア・ヴェストブルック                 |

### 2011-2012
| 上演日         | 作品名                                           | 指揮・演出・出演 |
| -------------- | ------------------------------------------------ | --- |
| 2011年10月15日 | ドニゼッティ 《アンナ・ボレーナ》                | 指揮：マルコ・アルミリアート 演出：デイヴィッド・マクヴィカー 出演：アンナ・ネトレプコ、エカテリーナ・グバノヴァ、スティーヴン・コステロ、イルダール・アブドラザコフ                         |
| 2011年10月29日 | モーツァルト 《ドン・ジョヴァンニ》              | 指揮：ファビオ・ルイージ 演出：マイケル・グランデージ 出演：マリウシュ・クヴィエチェン、マリーナ・レベッカ、ラモン・ヴァルガス、バルバラ・フリットリ、ジョシュア・ブルーム、ルカ・ピサローニ |
| 2011年11月5日  | ワーグナー ニーベルングの指環 《ジークフリート》 | 指揮：ファビオ・ルイージ 演出：ロベール・ルパージュ 出演：ジェイ・ハンター・モリス、デボラ・ヴォイト、ブリン・ターフェル、パトリシア・バードン                                               |
| 2011年11月19日 | グラス 《サティアグラハ》                        | 指揮：ダンテ・アンゾリーニ 演出：フェリム・マクダーモット＆ジュリアン・クローチ 出演：リチャード・クロフト、ラシェル・ダーキン、キム・ジョーセフソン、アルフレッド・ウォーカー               |
| 2011年12月3日  | ヘンデル 《ロデリンダ》                          | 指揮：ハリー・ビケット 演出：スティーヴン・ワズワース 出演：ルネ・フレミング、ジョセフ・カイザー、ステファニー・ブライズ、アンドレアス・ショル                                               |
| 2011年12月10日 | グノー 《ファウスト》                            | 指揮：ヤニック・ネゼ＝セガン 演出：デス・マッカナフ 出演：ヨナス・カウフマン、マリーナ・ポプラフスカヤ、ルネ・パーペ                                                                         |
| 2012年1月21日  | ヘンデル, ヴィヴァルディ他 《魔法の島》          | 指揮：ウィリアム・クリスティー 演出：フェリム・マクダーモット 出演：ダニエル・ドゥ・ニース、デイヴィッド・ダニエルズ、ジョイス・ディドナート、プラシド・ドミンゴ                             |
| 2012年2月11日  | ワーグナー ニーベルングの指環 《神々の黄昏》     | 指揮：ファビオ・ルイージ 演出：ロベール・ルパージュ 出演：デボラ・ヴォイト、ジェイ・ハンター・モリス、エリック・オーウェンズ、ヴァルトラウト・マイヤー                                       |
| 2012年2月25日  | ヴェルディ 《エルナーニ》                        | 指揮：マルコ・アルミリアート 演出：ピエール・ルイジ・サマリターニ 出演：マルチェッロ・ジョルダーニ、アンジェラ・ミード、ディミトリ・ホヴォロストフスキー、フェルッチオ・フルラネット         |
| 2012年4月7日   | マスネ 《マノン》                                | 指揮：ファビオ・ルイージ 演出：ロラン・ペリー 出演：アンナ・ネトレプコ、ピョートル・ベチャワ、パウロ・ジョット                                                                               |
| 2010年月日     | ヴェルディ 《椿姫》                              | 指揮：ファビオ・ルイージ 演出：ヴィリー・デッカー 出演：ナタリー・デセイ、マシュー・ポレンザーニ、ディミトリ・ホヴォロストフスキー                                                           |

### 2012-2013
| 上演日         | 作品名                                      | 指揮・演出・出演 |
| -------------- | ------------------------------------------- | --- |
| 2012年10月13日 | ドニゼッティ 《愛の妙薬》                   | 指揮：マウリツィオ・ベニーニ 演出：バートレット・シャー 出演：アンナ・ネトレプコ、マシュー・ポレンザーニ、マリウシュ・クヴィエチェン、アンブロージョ・マエストリ                                 |
| 2012年10月27日 | ヴェルディ 《オテロ》                       | 指揮：セミヨン・ビシュコフ 演出：エライジャ・モシンスキー 出演：ヨハン・ボータ、ルネ・フレミング、ファルク・シュトルックマン、マイケル・ファビアーノ                                             |
| 2012年11月10日 | トーマス・アデス 《ザ・テンペスト (歌劇)》  | 指揮：トーマス・アデス 演出：ロベール・ルパージュ 出演：サイモン・キーンリーサイド、オードリー・ルーナ、イザベル・レナード、イェスティン・デイヴィーズ、トビー・スペンス、アレック・シュレイダー |
| 2012年12月1日  | モーツァルト 《皇帝ティートの慈悲》         | 指揮：ハリー・ビケット 演出：ジャン＝ピエール・ポネル 出演：ジュゼッペ・フィリアノーティ、エリーナ・ガランチャ、バルバラ・フリットリ                                                             |
| 2012年12月8日  | ヴェルディ 《仮面舞踏会》                   | 指揮：ファビオ・ルイージ 演出：デイヴィッド・アルデン 出演：マルセロ・アルヴァレス、ディミトリ・ホヴォロストフスキー、ソンドラ・ラドヴァノフスキー、キャスリーン・キム、ステファニー・ブライズ   |
| 2012年12月15日 | ヴェルディ 《アイーダ》                     | 指揮：ファビオ・ルイージ 演出：ソニヤ・フリゼル 出演：リュドミラ・モナスティルスカ、ロベルト・アラーニャ、オルガ・ボロディナ、ジョージ・ギャグニッザ、ステファン・コツァン                       |
| 2013年1月5日   | ベルリオーズ 《トロイアの人々》             | 指揮：ファビオ・ルイージ 演出：フランチェスカ・ザンベッロ 出演：デボラ・ヴォイト、スーザン・グラハム、ブライアン・イーメル、ドゥウェイン・クロフト                                               |
| 2013年1月19日  | ドニゼッティ 《マリア・ストゥアルダ》       | 指揮：マウリツィオ・ベニーニ 演出：デイヴィッド・マクヴィカー 出演：ジョイス・ディドナート、エルザ・ヴァン・デン・ヒーヴァー、マシュー・ポレンザーニ、ジョシュア・ホプキンス                     |
| 2013年2月16日  | ヴェルディ 《リゴレット》                   | 指揮：ミケーレ・マリオッティ 演出：マイケル・メイヤー 出演：ジェリコ・ルチッチ、ディアナ・ダムラウ、ピョートル・ベチャワ、ステファン・コツァン                                                   |
| 2013年3月2日   | ワーグナー 《パルシファル》                 | 指揮：ダニエレ・ガッティ 演出：フランソワ・ジラール 出演：ヨナス・カウフマン（パルシファル）、カタリーナ・ダライマン、ペーター・マッテイ、ルネ・パーペ、エフゲニー・ニキティン                   |
| 2013年3月16日  | ザンドナーイ 《フランチェスカ・ダ・リミニ》 | 指揮：マルコ・アルミリアート 演出：ピエロ・ファッジョーニ 出演：エヴァ＝マリア・ヴェストブルック、マルチェッロ・ジョルダーニ、ロバート・ブルーベイカー、マーク・デラヴァン                       |
| 2013年4月27日  | ヘンデル 《ジュリアス・シーザー》           | 指揮：ハリー・ビケット 演出：デイヴィッド・マクヴィカー 出演：デイヴィッド・ダニエルズ、ナタリー・デセイ、アリス・クート、パトリシア・バードン、クリストフ・デュモー                             |

### 2013-2014
| 上演日         | 作品名                                      | 指揮・演出・出演 |
| -------------- | ------------------------------------------- | --- |
| 2013年10月5日  | チャイコフスキー 《エフゲニー・オネーギン》 | 指揮：ワレリー・ゲルギエフ 演出：デボラ・ワーナー 出演：アンナ・ネトレプコ、マリウシュ・クヴィエチェン、ピョートル・ベチャワ、オクサナ・ヴォルコヴァ                                                                                     |
| 2013年10月26日 | ショスタコーヴィチ 《鼻》                   | 指揮：パヴェル・スメルコフ 演出：ウィリアム・ケントリッジ 出演：パウロ・ジョット、アレキサンダー・ルイス、アンドレイ・ポポフ |
| 2013年11月9日  | プッチーニ 《トスカ》                       | 指揮：リッカルド・フリッツァ 演出：リュック・ボンディ 出演：パトリシア・ラセット、ロベルト・アラーニャ、ジョージ・ギャグニッザ |
| 2013年12月14日 | ヴェルディ 《ファルスタッフ》               | 指揮：ジェイムズ・レヴァイン 演出：ロバート・カーセン 出演：アンブロージョ・マエストリ、ステファニー・ブライズ、アンジェラ・ミード、リゼット・オロペーサ、ジェニファー・ジョンソン・キャーノ、パオロ・ファナーレ、フランコ・ヴァッサッロ |
| 2014年2月8日   | ドヴォルザーク 《ルサルカ》                 | 指揮：ヤニック・ネゼ＝セガン 演出：オットー・シェンク 出演：ルネ・フレミング、ピョートル・ベチャワ、ドローラ・ザジック、ジョン・レリエ                                                                                                   |
| 2014年3月1日   | ボロディン 《イーゴリ公》                   | 指揮：ジャナンドレア・ノセダ 演出：ディミトリ・チェルニアコフ 出演：イルダール・アブドラザコフ、オクサナ・ディーカ、アニータ・ラチヴェリシュヴィリ、セルゲイ・セミシュクール、ミハイル・ペトレンコ、ステファン・コツァン                 |
| 2014年3月15日  | マスネ 《ウェルテル》                       | 指揮：アラン・アルティノグリュ 演出：リチャード・エア 出演：ヨナス・カウフマン、ソフィー・コッシュ、リゼット・オロペーサ、デイヴィッド・ビズィッチ、ジョナサン・サマーズ                                                                 |
| 2014年4月5日   | プッチーニ 《ラ・ボエーム》                 | 指揮：ステファーノ・ランザーニ 演出：フランコ・ゼフィレッリ 出演：ヴィットリオ・グリゴーロ、クリスティーヌ・オポライス、スザンナ・フィリップス、 マッシモ・カヴァレッティ、パトリック・カルフィッツィ、オレン・グラドゥス                |
| 2014年4月26日  | モーツァルト 《コジ・ファン・トゥッテ》     | 指揮：ジェイムズ・レヴァイン 演出：レスリー・ケーニッヒ 出演：スザンナ・フィリップス、イザベル・レナード、ダニエル・ドゥ・ニース、マシュー・ポレンザーニ、ロディオン・ポゴソフ、マウリツィオ・ムラーロ                                   |
| 2014年5月10日  | ロッシーニ 《ラ・チェネレントラ》           | 指揮：ファビオ・ルイージ 演出：チェーザレ・リエーヴィ 出演：ジョイス・ディドナート、フアン・ディエゴ・フローレス、ルカ・ピザローニ、アレッサンドロ・コルベッリ                                                                           |

### 2014-2015
| 上演日         | 作品名                                                                  | 指揮・演出・出演 |
| -------------- | ----------------------------------------------------------------------- | --- |
| 2014年10月11日 | ヴェルディ 《マクベス》                                                 | 指揮：ファビオ・ルイージ 演出：エイドリアン・ノーブル 出演：アンナ・ネトレプコ、ジェリコ・ルチッチ、ルネ・パーペ、ジョセフ・カレヤ |
| 2014年10月18日 | モーツァルト 《フィガロの結婚》                                         | 指揮：ジェイムズ・レヴァイン 演出：リチャード・エア 出演：イルダール・アブドラザコフ、ペーター・マッテイ、マルリース・ペーターセン、アマンダ・マジェスキー、イザベル・レナード                                                                                    |
| 2014年11月1日  | ビゼー 《カルメン》                                                     | 指揮：パブロ・エラス＝カサド 演出：リチャード・エア 出演：アニタ・ラチヴェリシュヴィリ、アレクサンドルス・アントネンコ、イルダール・アブドラザコフ、アニタ・ハルティグ                                                                                            |
| 2014年11月22日 | ロッシーニ 《セヴィリアの理髪師》                                       | 指揮：ミケーレ・マリオッティ 演出：バートレット・シャー 出演：イザベル・レナード 、ローレンス・ブラウンリー 、クリストファー・モルトマン、マウリツィオ・ムラーロ                                                                                                  |
| 2014年12月13日 | ワーグナー 《ニュルンベルクのマイスタージンガー》                       | 指揮：ジェイムズ・レヴァイン 演出：オットー・シェンク 出演：ミヒャエル・フォレ、ヨハン・ボータ 、 アネッテ・ダッシュ 、 ヨハネス・マルティン・クレンツレ、ハンス=ペーター・ケーニヒ 、カレン・カーギル 、ポール・アップルビー                                     |
| 2015年1月17日  | レハール 《メリー・ウィドウ》                                           | 指揮：アンドリュー・デイヴィス 演出：スーザン・ストローマン 出演：ルネ・フレミング、ネイサン・ガン、ケリー・オハラ、アレック・シュレイダー、トーマス・アレン |
| 2015年1月31日  | オッフェンバック 《ホフマン物語》                                       | 指揮：イーヴ・アベル 演出：バートレット・シャー 出演：ヴィットーリオ・グリゴーロ、ヒブラ・ゲルツマーヴァ 、ケイト・リンジー、トーマス・ハンプソン、エリン・モーリー、クリスティン・ライス                                                                         |
| 2015年2月14日  | チャイコフスキー 《イオランタ》 バルトーク 《青ひげ公の城》             | 指揮：ワレリー・ゲルギエフ 演出：マリウシュ・トレリンスキ 出演：【イオランタ】アンナ・ネトレプコ、ピョートル・ベチャワ、アレクセイ・マルコフ、イルヒン・アズィゾフ 【青ひげ公の城】ナディア・ミカエル、 ミハイル・ペトレンコ                                      |
| 2015年3月14日  | ロッシーニ 《湖上の美人》                                               | 指揮：ミケーレ・マリオッティ 演出：ポール・カラン 出演：ジョイス・ディドナート、フアン・ディエゴ・フローレス、ダニエラ・バルチェッローナ、ジョン・オズボーン |
| 2010年月日     | マスカーニ 《カヴァレリア・ルスティカーナ》 レオンカヴァッロ 《道化師》 | 指揮：ファビオ・ルイージ 演出：デイヴィッド・マクヴィカー 出演：【カヴァレリア】マルセロ・アルバレス、エヴァ＝マリア・ヴェストブルック、ジョージ・ギャグニッザ 【道化師】マルセロ・アルバレス、パトリシア・ラセット、ジョージ・ギャグニッザ、ルーカス・ミーチャム |

### 2015-2016
| 上演日         | 作品名                                  | 指揮・演出・出演 |
| -------------- | --------------------------------------- | --- |
| 2015年10月3日  | ヴェルディ 《イル・トロヴァトーレ》     | 指揮：マルコ・アルミリアート 演出：デイヴィッド・マクヴィカー 出演：アンナ・ネトレプコ、ディミトリ・ホヴォロストフスキー、ヨンフン・リー、ドローラ・ザジック、ステファン・コツァン                 |
| 2015年10月17日 | ヴェルディ 《オテロ》                   | 指揮：ヤニック・ネゼ＝セガン 演出：バートレット・シャー 出演：アレクサンドルス・アントネンコ、ジェリコ・ルチッチ、ソーニャ・ヨンチェヴァ、ディミトリー・ピタス、ギュンター・グロイスベック         |
| 2015年10月31日 | ワーグナー 《タンホイザー》             | 指揮：ジェイムズ・レヴァイン 演出：オットー・シェンク 出演：ヨハン・ボータ、ペーター・マッテイ、エヴァ＝マリア・ヴェストブルック、ミシェル・デ・ヤング、ギュンター・グロイスベック                 |
| 2015年11月21日 | ベルク 《ルル》                         | 指揮：ローター・ケーニクス 演出：ウィリアム・ケントリッジ 出演：マルリース・ペーターセン、スーザン・グラハム、ヨハン・ロイター、フランツ・グルントヘーバー、ダニエル・ブレンナ、ポール・グローヴス |
| 2010年月日     | ビゼー 《真珠採り》                     | 指揮：ジャナンドレア・ノセダ 演出：ペニー・ウールコック 出演：ディアナ・ダムラウ、マシュー・ポレンザーニ、マリウシュ・クヴィエチェン、ニコラ・テステ                                               |
| 2016年1月30日  | プッチーニ 《トゥーランドット》         | 指揮：パオロ・カリニャーニ 演出：フランコ・ゼフィレッリ 出演：ニーナ・ステンメ、アニタ・ハルティグ、マルコ・ベルティ、アレクサンダー・ツィムバリュク                                               |
| 2016年3月5日   | プッチーニ 《マノン・レスコー》         | 指揮：ファビオ・ルイージ 演出：リチャード・エア 出演：クリスティーヌ・オポライス、ロベルト・アラーニャ、マッシモ・カヴァレッティ、ブリンドリー・シェラット                                         |
| 2016年4月2日   | プッチーニ 《蝶々夫人》                 | 指揮：カレル・マーク・シション 演出：アンソニー・ミンゲラ 出演：クリスティーヌ・オポライス、ロベルト・アラーニャ、ドゥウェイン・クロフト、マリア・ジフチャック                                     |
| 2016年4月16日  | ドニゼッティ 《ロベルト・デヴェリュー》 | 指揮：マウリツィオ・ベニーニ 演出：デイヴィッド・マクヴィカー 出演：ソンドラ・ラドヴァノフスキー、エリーナ・ガランチャ、マシュー・ポレンザーニ、マリウシュ・クヴィエチェン                         |
| 2016年4月30日  | R・シュトラウス 《エレクトラ》          | 指揮：エサ＝ペッカ・サロネン 演出：パトリス・シェロー 出演：ニーナ・ステンメ、ヴァルトラウト・マイヤー、エイドリアン・ピエチョンカ、ブルクハルト・ウルリヒ、エリック・オーウェンズ                 |

### 2016-2017
| 上演日         | 作品名                                      | 指揮・演出・出演 |
| -------------- | ------------------------------------------- | --- |
| 2016年10月8日  | ワーグナー 《トリスタンとイゾルデ》         | 指揮：サイモン・ラトル 演出：マリウシュ・トレリンスキ 出演：ニーナ・ステンメ、スチュアート・スケルトン、ルネ・パーペ、エカテリーナ・グバノヴァ、エフゲニー・ニキティン                                             |
| 2016年10月22日 | モーツァルト 《ドン・ジョヴァンニ》         | 指揮：ファビオ・ルイージ 演出：マイケル・グランデージ 出演：サイモン・キーンリーサイド、ヒブラ・ゲルツマーヴァ、マリン・ビストラム、セレーナ・マルフィ、ポール・アップルビー、アダム・プラヘトカ、マシュー・ローズ |
| 2016年12月10日 | カイヤ・サーリアホ 《遥かなる愛》           | 指揮：スザンナ・マルッキ 演出：ロベール・ルパージュ 出演：スザンナ・フィリップス、エリック・オーウェンズ、タマラ・マムフォード                                                                                     |
| 2017年1月7日   | ヴェルディ 《ナブッコ》                     | 指揮：ジェイムズ・レヴァイン 演出：エライジャ・モシンスキー 出演：プラシド・ドミンゴ、リュドミラ・モナスティルスカ、ジェイミー・バートン、ラッセル・トーマス、ディミトリ・ベロセルスキー                           |
| 2017年1月21日  | グノー 《ロメオとジュリエット》             | 指揮：ジャナンドレア・ノセダ 演出：バートレット・シャー 出演：ディアナ・ダムラウ、ヴィットリオ・グリゴーロ、エリオット・マドール、ミハイル・ペトレンコ                                                             |
| 2017年2月25日  | ドヴォルザーク 《ルサルカ》                 | 指揮：マーク・エルダー 演出：メアリー・ジマーマン 出演：クリスティーヌ・オポライス、 ブランドン・ジョヴァノヴィッチ、ジェイミー・バートン、カタリーナ・ダライマン                                                  |
| 2017年3月11日  | ヴェルディ 《椿姫》                         | 指揮：ニコラ・ルイゾッティ 演出：ヴィリー・デッカー 出演：ソーニャ・ヨンチェヴァ、マイケル・ファビアーノ、トーマス・ハンプソン                                                                                     |
| 2017年3月25日  | モーツァルト 《イドメネオ》                 | 指揮：ジェイムズ・レヴァイン 演出：ジャン＝ピエール・ポネル 出演：マシュー・ポレンザーニ、アリス・クート、エルザ・ヴァン・デン・ヒーヴァー、ナディーヌ・シエラ                                                     |
| 2017年4月22日  | チャイコフスキー 《エフゲニー・オネーギン》 | 指揮：ロビン・ティチアーティ 演出：デボラ・ワーナー 出演：アンナ・ネトレプコ、ペーター・マッテイ、アレクセイ・ドルゴフ、エレーナ・マクシモワ、ステファン・コツァン                                                 |
| 2017年5月13日  | R・シュトラウス 《ばらの騎士》              | 指揮：セバスティアン・ヴァイグレ 演出：ロバート・カーセン 出演：ルネ・フレミング、エリーナ・ガランチャ、エリン・モーリー、ギュンター・グロイスベック、マーカス・ブリュック、マシュー・ポレンザーニ                 |

### 2017-2018
| 上演日         | 作品名                                  | 指揮・演出・出演 |
| -------------- | --------------------------------------- | --- |
| 2017年10月7日  | ベッリーニ 《ノルマ》                   | 指揮：カルロ・リッツィ 演出：デイヴィッド・マクヴィカー 出演：ソンドラ・ラドヴァノフスキー、ジョイス・ディドナート、ジョセフ・カレーヤ、マシュー・ローズ                                              |
| 2017年10月14日 | モーツァルト 《魔笛》                   | 指揮：ジェイムズ・レヴァイン 演出：ジュリー・テイモア 出演：ルネ・パーペ、マルクス・ヴェルバ、キャスリン・ルイック、 ゴルダ・シュルツ、チャールズ・カストロノヴォ                                     |
| 2017年11月18日 | トーマス・アデス 《皆殺しの天使》       | 指揮：トーマス・アデス 演出：トム・ケアンズ 出演：オードリー・ルーナ、アマンダ・エシャラズ、サリー・マシューズ、アリス・クート、クリスティン・ライス、イェスティン・デイヴィーズ                      |
| 2018年1月27日  | プッチーニ 《トスカ》                   | 指揮：エマニュエル・ヴィヨーム 演出：デイヴィッド・マクヴィカー 出演：ソーニャ・ヨンチェヴァ、ヴィットリオ・グリゴーロ、ジェリコ・ルチッチ、パトリック・カルフィッツィ                                |
| 2018年2月10日  | ドニゼッティ 《愛の妙薬》               | 指揮：ドミンゴ・インドヤーン 演出：バートレット・シャー 出演：イルデブランド・ダルカンジェロ、マシュー・ポレンザーニ、プレティ・イェンデ、ダヴィデ・ルチアーノ                                        |
| 2018年2月24日  | プッチーニ 《ラ・ボエーム》             | 指揮：マルコ・アルミリアート 演出：フランコ・ゼフィレッリ 出演：ソーニャ・ヨンチェヴァ、マイケル・ファビアーノ、スザンナ・フィリップス、 アレクセイ・ラヴロフ、ルーカス・ミーチャム、マシュー・ローズ |
| 2018年3月10日  | ロッシーニ 《セミラーミデ》             | 指揮：マウリツィオ・ベニーニ 演出：ジョン・コプリー 出演：アンジェラ・ミード、イルダール・アブドラザコフ、ハヴィエル・カマレナ、エリザベス・ドゥショング、ライアン・スピード・グリーン                |
| 2018年3月31日  | モーツァルト 《コジ・ファン・トゥッテ》 | 指揮：デイヴィッド・ロバートソン 演出：フェリム・マクダーモット 出演：ケリー・オハラ、アマンダ・マジェスキー、セレーナ・マルフィ、クリストファー・モルトマン、ベン・ブリス、アダム・プラヘトカ        |
| 2018年4月14日  | ヴェルディ 《ルイザ・ミラー》           | 指揮：ベルトラン・ド・ビリー 演出：エライジャ・モシンスキー 出演：ソーニャ・ヨンチェヴァ、プラシド・ドミンゴ、ピョートル・ベチャワ、ディミトリ・ベロセルスキー、アレクサンダー･ヴィノグラドフ         |
| 2018年4月28日  | マスネ 《サンドリヨン》                 | 指揮：ベルトラン・ド・ビリー 演出：ロラン・ペリー 出演：ジョイス・ディドナート、アリス・クート、ステファニー・ブライズ、キャスリーン・キム、ロラン・ナウリ                                            |

### 2018-2019
| 上演日         | 作品名                                | 指揮・演出・出演 |
| -------------- | ------------------------------------- | --- |
| 2018年10月6日  | ヴェルディ 《アイーダ》               | 指揮：ニコラ・ルイゾッティ 演出：ソニヤ・フリゼル 出演：アンナ・ネトレプコ、アニータ・ラチヴェリシュヴィリ、アレクサンドルス・アントネンコ、クイン・ケルシー                                                               |
| 2018年10月20日 | サン＝サーンス 《サムソンとデリラ》   | 指揮：マーク・エルダー 演出：ダルコ・トレズニヤック 出演：エリーナ・ガランチャ、ロベルト・アラーニャ、ロラン・ナウリ、ディミトリ・ベロセルスキー                                                                           |
| 2018年10月27日 | プッチーニ 《西部の娘》               | 指揮：マルコ・アルミリアート 演出：ジャンカルロ・デル・モナコ 出演：エヴァ＝マリア・ヴェストブルック、ヨナス・カウフマン、ジェリコ・ルチッチ、カルロ・ボージ、マシュー・ローズ、                                           |
| 2018年11月10日 | ニコ・ミューリー 《マーニー》         | 指揮：ロバート・スパーノ 演出：マイケル・メイヤー 出演：イザベル・レナード、クリストファー・モルトマン、イェスティン・デイヴィーズ、ジャニス・ケリー、デニース・グレイヴス                                                 |
| 2018年12月15日 | ヴェルディ 《椿姫》                   | 指揮：ヤニック・ネゼ＝セガン 演出：マイケル・メイヤー 出演：ディアナ・ダムラウ、フアン・ディエゴ・フローレス、クイン・ケルシー                                                                                             |
| 2019年1月12日  | チレア 《アドリアーナ・ルクヴルール》 | 指揮：ジャナンドレア・ノセダ 演出：デイヴィッド・マクヴィカー 出演：アンナ・ネトレプコ、ピョートル・ベチャワ、アニータ・ラチヴェリシュヴィリ、アンブロージョ・マエストリ、マウリツィオ・ムラーロ、カルロ・ボージ           |
| 2019年2月2日   | ビゼー 《カルメン》                   | 指揮：ルイ・ラングレ 演出：リチャード・エア 出演：クレモンティーヌ・マルゲーヌ、ロベルト・アラーニャ、アレクサンドラ・クルジャク、アレクサンダー・ヴィノグラドフ                                                           |
| 2019年3月2日   | ドニゼッティ 《連隊の娘》             | 指揮：エンリケ・マッツォーラ 演出：ロラン・ペリー 出演：プレティ・イェンデ、ハヴィエル・カマレナ、マウリツィオ・ムラーロ、ステファニー・ブライズ                                                                           |
| 2019年3月30日  | ワーグナー 《ワルキューレ》           | 指揮：フィリップ・ジョルダン 演出：ロベール・ルパージュ 出演：クリスティーン・ガーキー、エヴァ＝マリア・ヴェストブルック、スチュアート・スケルトン、グリア・グリムスリー、ギュンター・グロイスベック、ジェイミー・バートン |
| 2019年5月11日  | プーランク 《カルメル会修道女の対話》 | 指揮：ヤニック・ネゼ＝セガン 演出：ジョン・デクスター 出演：イザベル・レナード、カリタ・マッティラ、エイドリアン・ピエチョンカ、エリン・モーリー、カレン・カーギル、ジャン＝フランソワ・ラポワント                         |

### 2019-2020
| 上演日         | 作品名                              | 指揮・演出・出演 |
| -------------- | ----------------------------------- | --- |
| 2019年10月12日 | プッチーニ 《トゥーランドット》     | 指揮：ヤニック・ネゼ＝セガン 演出：フランコ・ゼフィレッリ 出演：クリスティーン・ガーキー、ユシフ・エイヴァゾフ、エレオノーラ・ブラット、ジェイムズ・モリス                    |
| 2019年10月26日 | マスネ 《マノン》                   | 指揮：マウリツィオ・ベニーニ 演出：ロラン・ペリー 出演：リセット・オロペーサ、マイケル・ファビアーノ、アルトゥール・ルチンスキー                                              |
| 2019年11月9日  | プッチーニ 《蝶々夫人》             | 指揮：ピエール・ジョルジョ・モランディ 演出：アンソニー・ミンゲラ 出演：ホイ・ヘー、ブルース・スレッジ、パウロ・ジョット 、エリザベス・ドゥショング                           |
| 2019年11月23日 | フィリップ・グラス 《アクナーテン》 | 指揮：カレン・カメンセック 演出：フェリム・マクダーモット 出演：アンソニー・ロス・コスタンゾ、ジャナイ・ブリッジス、ディーセラ・ラルスドッティル                              |
| 2020年1月11日  | アルバン・ベルク 《ヴォツェック》   | 指揮：ヤニック・ネゼ＝セガン 演出：ウィリアム・ケントリッジー 出演：ペーター・マッテイ、エルザ・ヴァン・デン・ヒーヴァー、クリストファー・ヴェントリス 、ゲルハルド・ジーゲル |
| 2020年2月1日   | ガーシュイン 《ポーギーとベス》     | 指揮：デイヴィッド・ロバートソン 演出：ジェイムズ・ロビンソン 出演：エリック・オーウェンズ、エンジェル・ブルー、ゴルダ・シュルツ、ラトニア・ムーア 、デニース・グレイヴス     |
| 2020年2月29日  | ヘンデル 《アグリッピーナ》         | 指揮：ハリー・ビケット 演出：デイヴィッド・マクヴィカー 出演：ジョイス・ディドナート、ブレンダ・レイ、ケイト・リンジー、イェスティン・デイヴィーズ、マシュー・ローズ          |
| 2020年3月10日  | ワーグナー 《さまよえるオランダ人》 | 指揮：ワレリー・ゲルギエフ 演出：フランソワ・ジラール 出演：エフゲニー・ニキティン、アニヤ・カンペ 、藤村実穂子 、フランツ・ヨーゼフ＝ゼーリヒ、セルゲイ・スコロホドフ        |

## 新型コロナウイルスによる劇場閉鎖時の配信
2020年3月16日より、新型コロナウイルス感染症の流行による劇場閉鎖に伴い、メトロポリタン歌劇場は日替わりでオペラ演目をオンライン無料配信することとした。プログラムの多くはMETライブビューイングの演目である。